# Rouen
Rouen (IPA: [ʁwɑ̃]ⓘ; magyarosan „ruan”) nagyváros Franciaország északnyugati részén, a Szajna partján. Normandia régiónak és Seine-Maritime nevű megyéjének is székhelye (prefektúra). Franciaország kulturális és történelmi városa címet viseli.
Rouen az egyetlen olyan település az országban, amelyet „ville-musée”, azaz múzeumváros néven emlegetnek. A körülbelül 400 000 lakosú agglomeráció ipari és kereskedelmi központ, hatalmas tengeri kikötő, forgalma az ötödik helyen áll az országban. Kiemelkedő a kulturális élete, jelentős egyetemi város. Katedrálisa, gótikus templomai, fagerendás, normann házakkal teli óvárosa, múzeumai, történelmi emlékhelyei turisták millióit vonzzák. Lakosainak száma 116 331 fő (2022. január 1.). Rouen Le Petit-Quevilly, Sotteville-lès-Rouen, Bihorel, Bonsecours, Bois-Guillaume, Canteleu, Darnétal, Déville-lès-Rouen, Le Grand-Quevilly, Mont-Saint-Aignan, Saint-Léger-du-Bourg-Denis és Saint-Martin-du-Vivier községekkel határos.

## Története
Már a gallok felfedezték, milyen ideális ez a vidék a letelepedésre, ez lett a Véliocassus törzs központja. A rómaiak erődöt építettek, várost emeltek, ott ahol a Szajna még nem túl széles, hidat lehet verni rajta, de ameddig még a nagy hajók is feljuthatnak rajta. A normannok első hercege, Rollo, azaz Robert itt alapította meg fővárosát. Az általa kiépített rakpartok egészen a 19. századig megvoltak.
A város és környéke a százéves háború harcainak egyik fő színtere lett. Ostroma 1418. július 29. és 1419. január 19. között zajlott. Az ostromló angol sereget V. Henrik király vezette, a várost a francia Armagnac-párti erők védték Guy le Bouteiller irányításával. Az angol győzelem Normandia fővárosának elfoglalását hozta, ami megerősítette az angol uralmat a tartomány felett, és fontos lépést jelentett a francia trónigény alátámasztásában. A lakosság többször felkelt ellenük, amit mindig kegyetlen megtorlás követett. Amikor Jeanne d’Arc Compiègne ostrománál megsebesült, az angolok ide hozták, és Fülöp Ágost akkor még meglévő várának egyik tornyába zárták. A hónapokig tartó kihallgatások és tárgyalások után az angolokkal együttműködő egyházi bíróság Jeanne-t élete végéig tartó börtönre ítélte, kenyéren és vízen, ha megbánja bűneit. Az angolok azonban ebbe nem nyugodtak bele. A szűztől elvették női ruháit, bár az ítélet arra kötelezte, hogy azokat viselje, férfiruhát kényszerítettek rá, s ekkor visszaeső bűnösként máglyahalálra ítélték. 1431. május 30-án égették el a régi vásártéren, hamvait a Szajnába szórták. Bár a francia egyházi bíróság már 1456-ban utólag felmentette a vádak alól, csak 1920-ban avatták szentté, ekkor lett Franciaország patrónája.
Rouen a százéves háború után jelentős kereskedelmi központtá, fontos kikötővé fejlődött, a környék mezőgazdasági centruma, vásárvárosa, majd a 18. századtól ipari központ lett, elsősorban a textilipar bővült igen nagy mértékben.
Bár a második világháború bombázásai az ősi városmag egy jelentős részét elpusztították, legfőbb műemlékei csak kevésbé sérültek meg, az óváros egy része is megmaradt, a többit pedig újjáépítették.

## Népesség
| Lakosok száma | 106 825 | 110 755 | 110 169 | 112 596 | 110 145 | 111 360 | 112 321 | 114 187 | 114 083 | 116 331 |
|               | 1896    | 2013    | 2015    | 2016    | 2017    | 2018    | 2019    | 2020    | 2021    | 2022    |

## Látnivalók
- Notre-Dame-székesegyház – a katedrális több száz szoborral, rengeteg kőcsipkével ékes főhomlokzatát két hatalmas torony szegélyezi. A bal oldali Tour St-Romain a régebbi, alsó része a 12. században épült. A jobb oldali Tour de Beurre, a „Vaj-torony”, fiatalabb de magasabb, 75 méteres, építését a 15. században kezdte el Guillaume Pontifs mester, s a 16. században fejezték be. Egyiken sincs sisak, utóbbi tetejét nyolcszögletű terasz ékesíti. 56 harangból álló harangjáték kapott benne helyet. A két torony között három kapu van, a középső a legfiatalabb, a 16. században készült, a bal oldali St-Étienne és a jobb oldali St-Jean kapu a 12. században. Mindhárom kaput hatalmas, csúcsos keret szegélyezi, a kapuk melletti fülkében apostolok, szentek, hitvallók, mártírok rendkívüli emberismerettel ábrázolt szobrai láthatóak. Ez a homlokzat ihlette meg Monet, aki 1892-1894 között egész sorozat festményben örökítette meg. Az épület harmadik tornya, a középtorony, melynek alsó része a 13. században épült, három évszázaddal később magasították meg, csipkés toronysisak azonban csak a 19. században került rá, ezzel magassága 151 méter, és így lett az ország legmagasabb ilyen jellegű épülete.
- Église St-Maclou – a templom a város angol korszakának a maradványa, Bedtford grófja kezdeményezte építését 1436-ban. Ötoszlopos tornáca van a bejárat előtt, a három díszes kapu domborműveinek egy részét Jean Goujon készítette. Az egyszárnyú bal oldali kapun, a Jézust jó pásztorként ábrázoló csoportban három alak a tévelygéseket szimbolizálja: a görög-római pogányságot, az egyiptomiak vallását és az iszlámot.
- Aitre St-Maclou – az egykori temetőház.
- Église St-Ouen – a város harmadik jelentős építészeti emléke a gótikus templomok sorában. Hossza mindössze 1 méterrel rövidebb a katedrálisnál. Építése 1318-ban kezdődött, de csak a 15. század közepére fejeződött be. Kisebb tornyokkal körülvett, 82 méteres központi tornyának tetején a normandiai hercegi korona látható. Valaha apátsági templom volt.
- Musée des Antiquités – régészeti múzeum.
- Muséum d’Histoire Naturelle, d’Ethnographie et de Préhistoire – a múzeum anyaga Normandia élővilágával ismerteti meg a látogatót.
- Musée des Beaux-Arts – szépművészeti múzeum, képtára rendkívül gazdag, többek között Veronese, Caravaggio, Vélazquez, Géricault, Fragonard, Poussin, Delacroix, David, Ingres, Corot alkotásai láthatóak.
- Musée maritime fluvial et portuaire de Rouen – a kikötő történetét, a tenger- és folyamhajózást bemutató múzeum.
- Musée Le Secq-des-Tournelles – a magas színvonalú francia kovácsoltvas-művészet alkotásait mutatja be.
- Musée de la Céramique – a 15-17. századi roueni fajanszedénygyártás legszebb termékeit mutatja be.
- Tour Jeanne d’Arc – Fülöp Ágost egykori palotájából megmaradt torony, ez volt a helyszíne az orléans-i szűz kínvallatásának. Ma a szűzről és az egykori várról található itt kiállítás.
- Palais de Justice – az igazságügyi palota, a 15. században épült.
- Le Gros-Horloge – a „nagy óra” épülete, a palota a város órájának az elhelyezésére épült 1527-ben. Tornyának minden oldalán hatalmas, mitológiai figurákkal díszített aranyozott keretben van a régi óra. A nagymutató nyilán egy bárány van ezüstből, a számlap feletti kis ablakban egy gömb mutatja a Hold állását, s minden délben megjelenik a nap jelképes figurája, vasárnap például egy oroszlán.
- Monument National, Église Ste-Jeanne d’Arc – a hatalmas, 20 méter magas betonkereszt, hivatalos nevén a Croix de la Réhabilitation, az egykori máglya helyén emelkedik, ahol Jeanne d’Arc-ot kivégezték. Mellette áll Szent Johanna emléktemploma.
- Musée Ste-Jeanne d’Arc – a múzeumban viaszbábok idézik fel az orléans-i szűz életét.
- Musée Corneille – a francia drámaíró, Pierre Corneille szülőházában berendezett múzeum.
- Hotel de Bourgtheroulde – a palota a 16. században épült.
- Musée Flaubert – a múzeumban a régi egészségügyet bemutató gyűjtemény tekinthető meg.
- Côte Ste-Catherine – egy kilátó a város feletti dombháton.
- Panorama XXL, kiállítóhely, ahol Yadegar Asisi középkori Rouent ábrázoló panorámaképe tekinthető meg

## Galéria

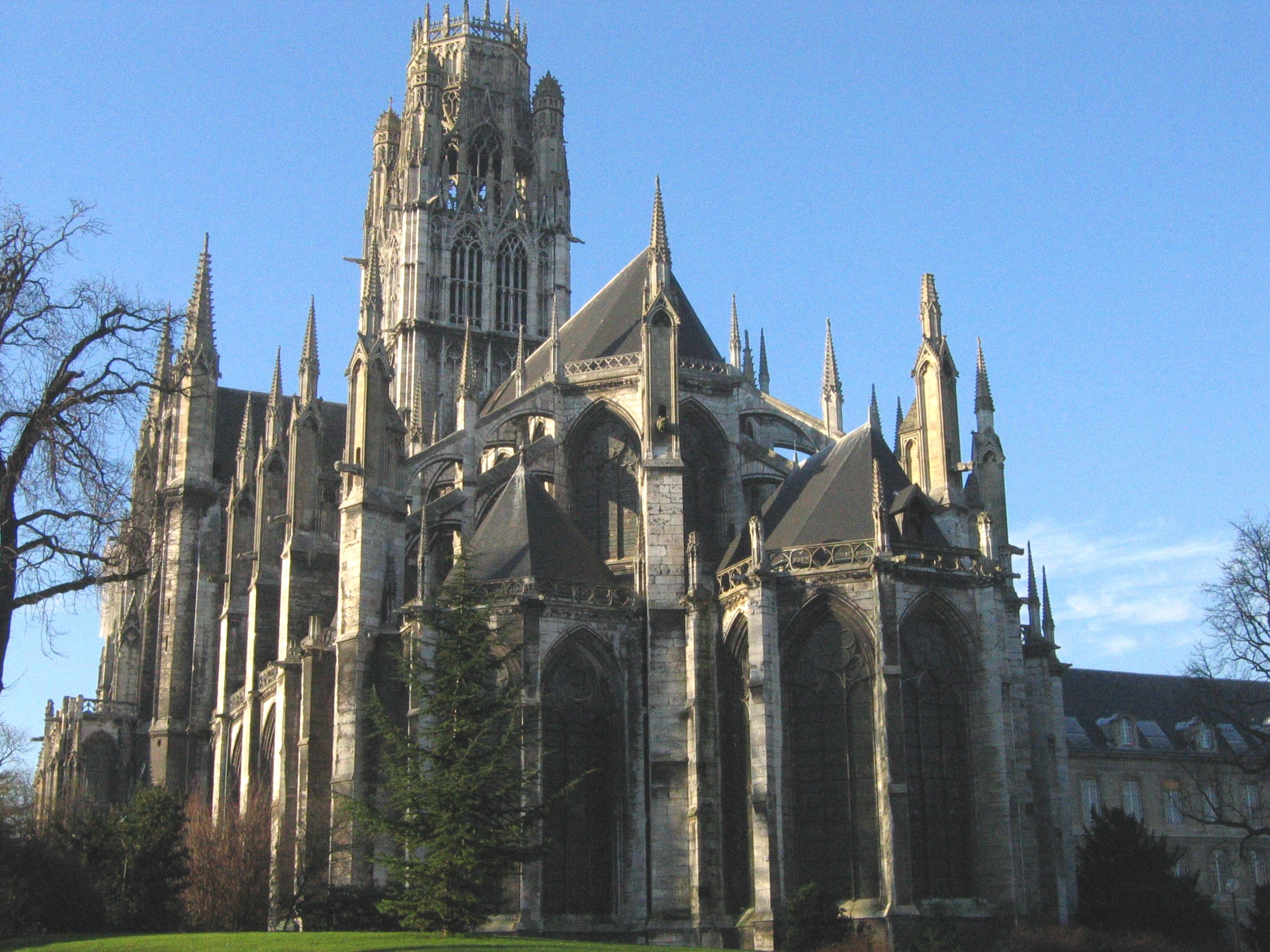
Église St-Ouen
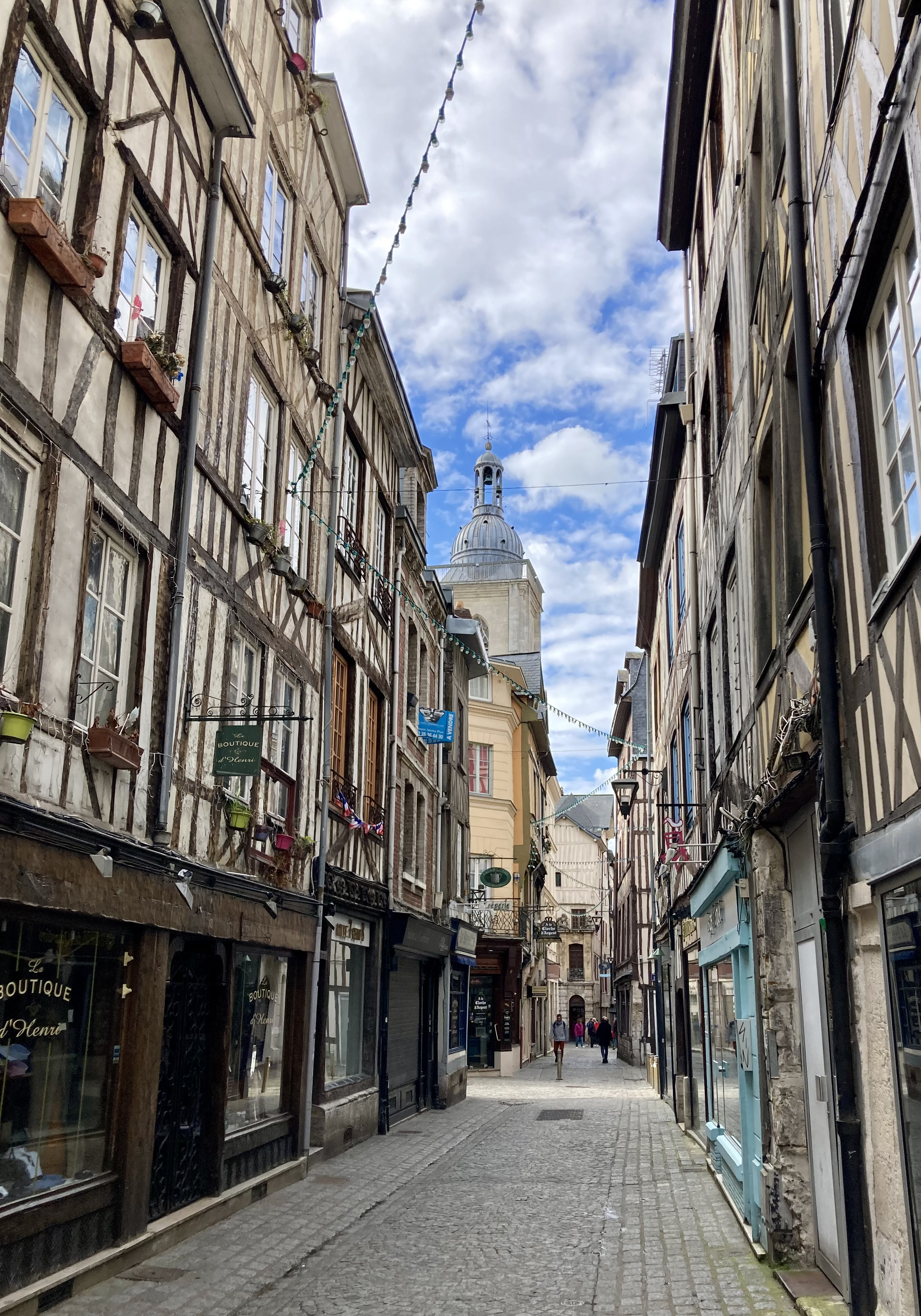
Utcarészlet
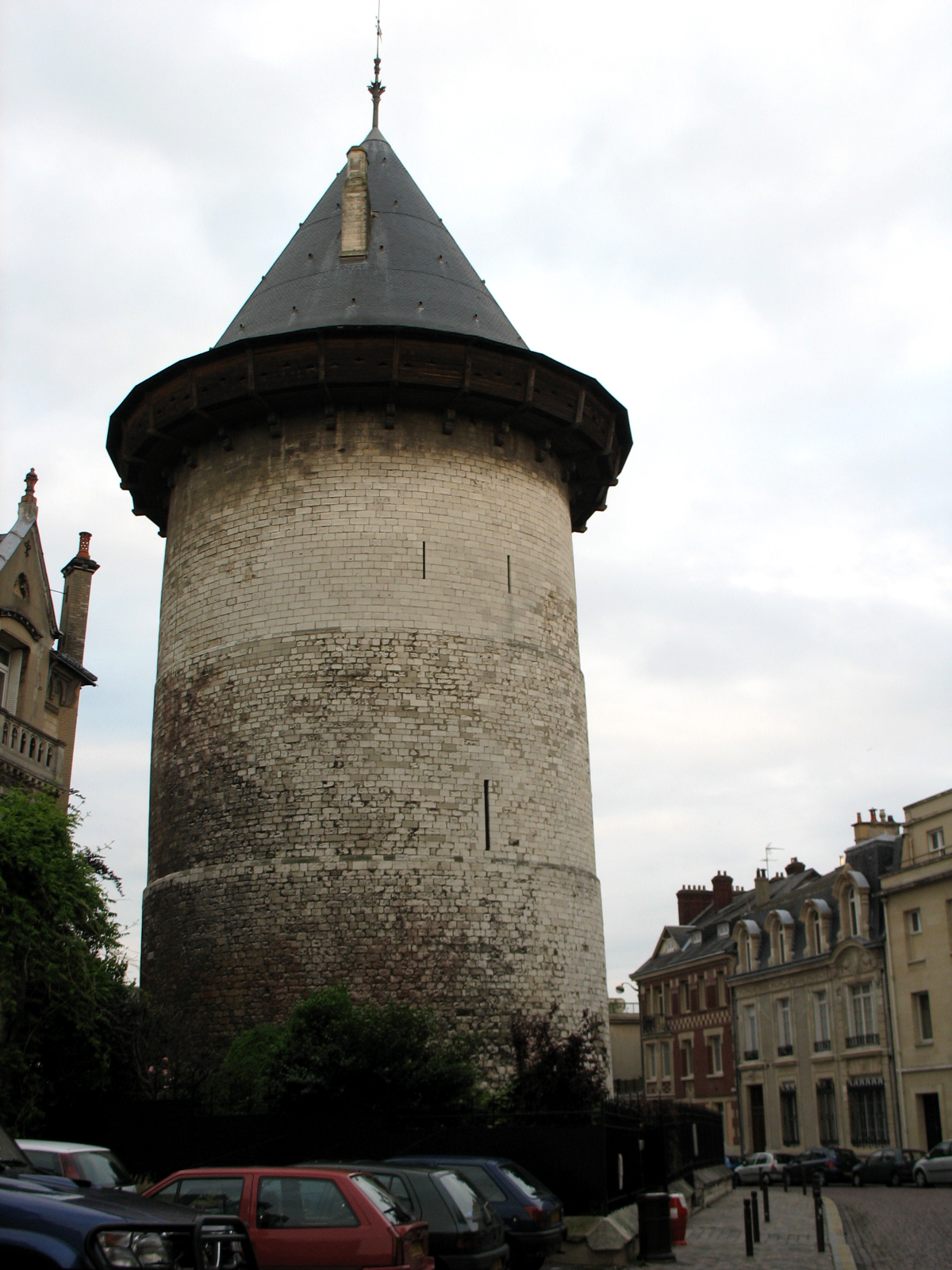
Tour Jeanne d’Arc
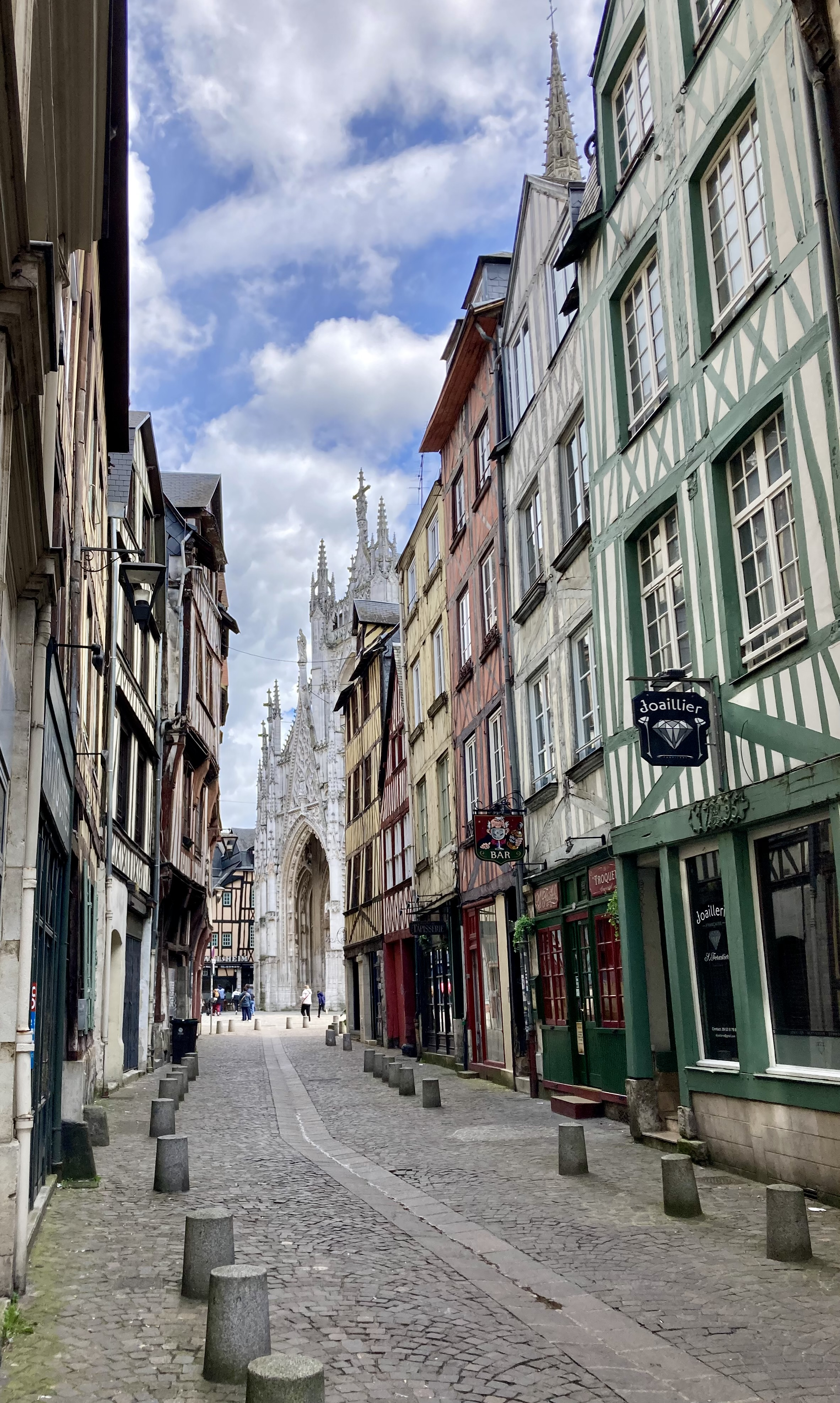
Utcarészlet
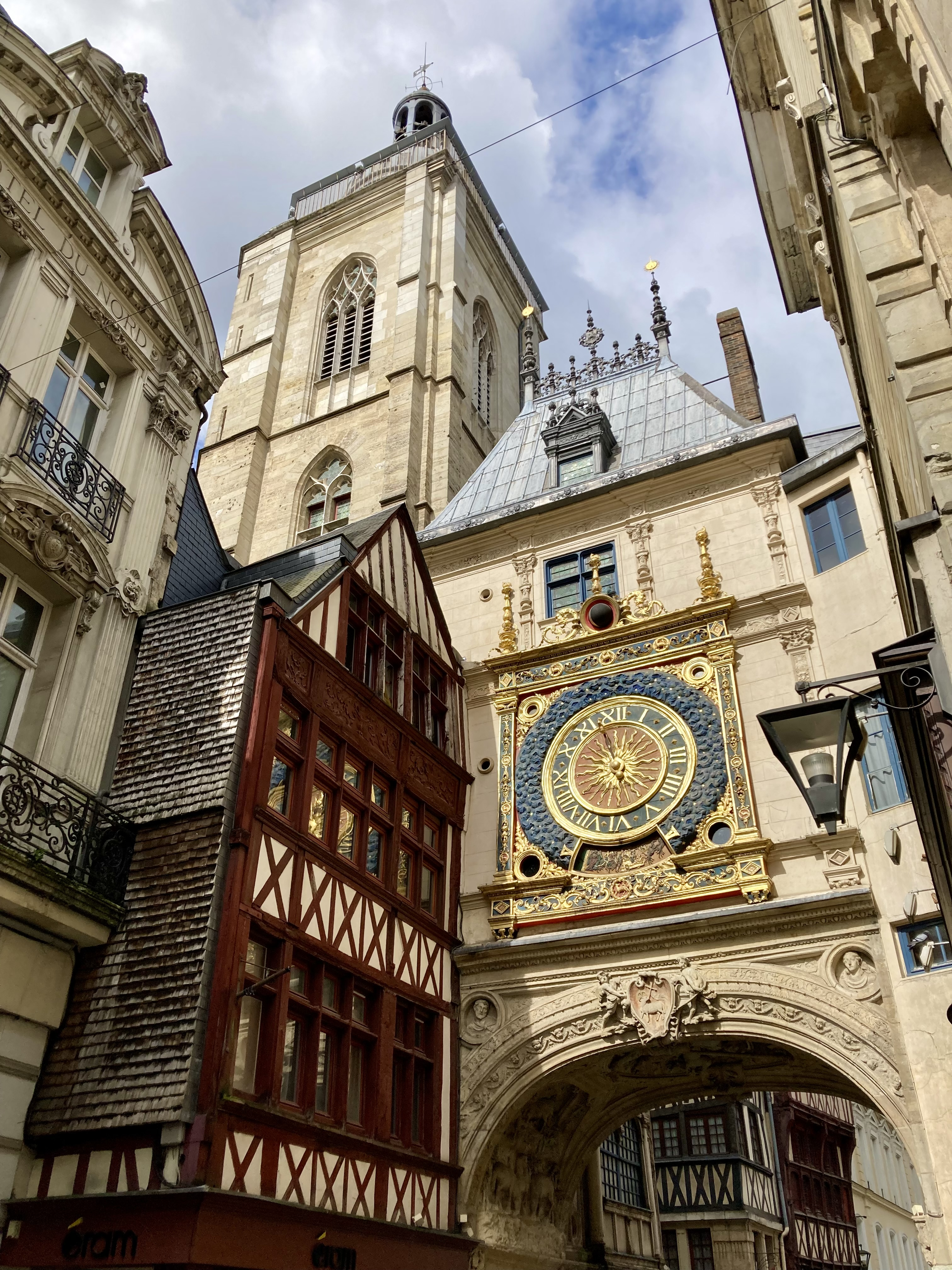
Gros Horloge
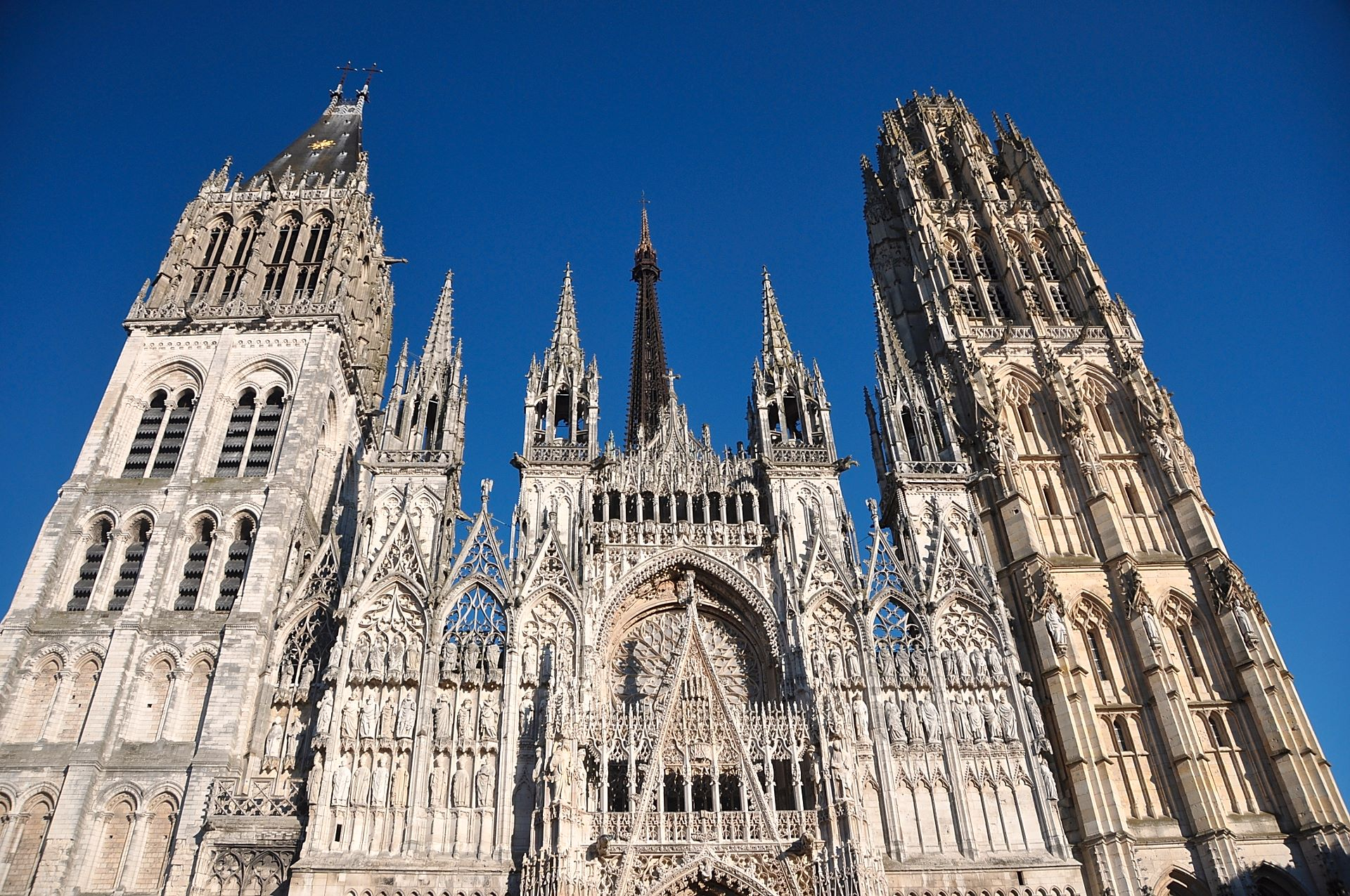
A katedrális

## Oktatás
- NEOMA Business School

## Híres szülöttei
- Pierre Corneille (1606–1684), író
- René-Robert Cavelier de La Salle (1643–1687), felfedező
- Jean Jouvenet (1644–1717), festő
- François-Adrien Boieldieu (1775–1834), zenész
- Pierre Louis Dulong (1785–1838), fizikusok és vegyészek
- Théodore Géricault (1791–1824), festő
- Prosper Duvergier de Hauranne (1798–1881), újságíró, politikus, történész és író
- Gustave Flaubert (1821–1880), író
- Charles Nicolle (1866–1936), Nobel-díjas orvos
- Philippe Étancelin (1896–1981), autóversenyző
- Armand Salacrou (1899–1989), forgatókönyvíró
- Jacques Rivette (1928–2016), rendező
- Cathia Caro (* 1943), színésznő
- Christine de Colombel (* 1943), írónő
- Anny Duperey (* 1947), színésznő
- François Hollande (* 1954), politikus
- Karin Viard (* 1966), színésznő
- Laurent Duhamel (* 1968), labdarúgó-játékvezető
- Édouard Philippe (* 1970), politikus
- David Trezeguet (* 1977), labdarúgó
- Nathalie Péchalat (* 1983), jégtáncos
- Ian Mahinmi (* 1986), profi kosárlabdázó
- Amaury Vassili (* 1989), tenor
- Manon Arcangioli (* 1994), teniszező
- Enzo Crivelli (* 1995), labdarúgó
- Pierre Gasly (* 1996), autóversenyző
- Léonie Cambours (* 2000), atléta
- Aurélien Tchouaméni (* 2000), labdarúgó

## Testvérvárosok
- - Cleveland
- - Hannover
- - Norwich
- - Ningpo
- - Salerno, 2003 óta
- - Wejherowo